# Vlag van Autlán de Navarro

Vlag van Autlán de Navarro (ratio 4:7)

De vlag van Autlán de Navarro toont het wapen van Autlán de Navarro (een plaats in Jalisco) centraal op een karmijnrood veld met aan de onderzijde een witte horizontale baan; waarbij de hoogte-breedteverhouding van de vlag net als die van de Mexicaanse vlag 4:7 is.
De betekenis van de kleuren van de vlag is als volgt:
- Karmijnrood: verwijst naar de kleur van het cochenillepigment.
- Wit: staan voor vrede en vooruitgang.

De vlag wordt sinds 1998 door de gemeenteraad gebruikt als representatief symbool van de stad.